# هولوگرام‌های فوری روی فیلم فلزی
هولوگرام‌های فوری روی فیلم فلزی (انگلیسی: Instant Holograms on Metal Film) یازدهمین آلبوم استودیویی گروه راک انگلیسی-فرانسوی استریولب است. این آلبوم در تاریخ ۲۳ مهٔ ۲۰۲۵ از سوی دیوفونیک رکوردز و وارپ رکوردز منتشر شد. این اثر نخستین آلبوم استودیویی آن‌ها پس از نزدیک به ۱۵ سال از انتشار آخرین آلبومشان، Not Music (۲۰۱۰)، به‌شمار می‌آید.

## بازخورد منتقدان
بر اساس وبگاه متاکریتیک، آلبوم هولوگرام‌های فوری روی فیلم فلزی با میانگین امتیاز وزنی ۸۴ از ۱۰۰ بر پایهٔ ۱۵ نقد، «تحسین همگانی» را دریافت کرده است.